# Vaux-sur-Somme
Vaux-sur-Somme là một xã ở tỉnh Somme, Pháp. Đây là nơi mất của Manfred von Richthofen.

## Dân số
| 1962                                         | 1968 | 1975 | 1982 | 1990 | 1999 |
| -------------------------------------------- | ---- | ---- | ---- | ---- | ---- |
| 219                                          | 229  | 208  | 224  | 320  | 339  |
| số liệu từ năm 1962, dân số chỉ tính một lần |      |      |      |      |      |